# Jakob-Kaiser-Platz
Jakob-Kaiser-Platz – plac w Berlinie, w Niemczech, w dzielnicy Charlottenburg-Nord, w okręgu administracyjnym Charlottenburg-Wilmersdorf. Został wytyczony w 1953 r. Nazwa placu pochodzi od niemieckiego polityka Jakoba Kaisera.
Przy placu znajduje się stacja metra Jakob-Kaiser-Platz.